# Sandwich Harbour

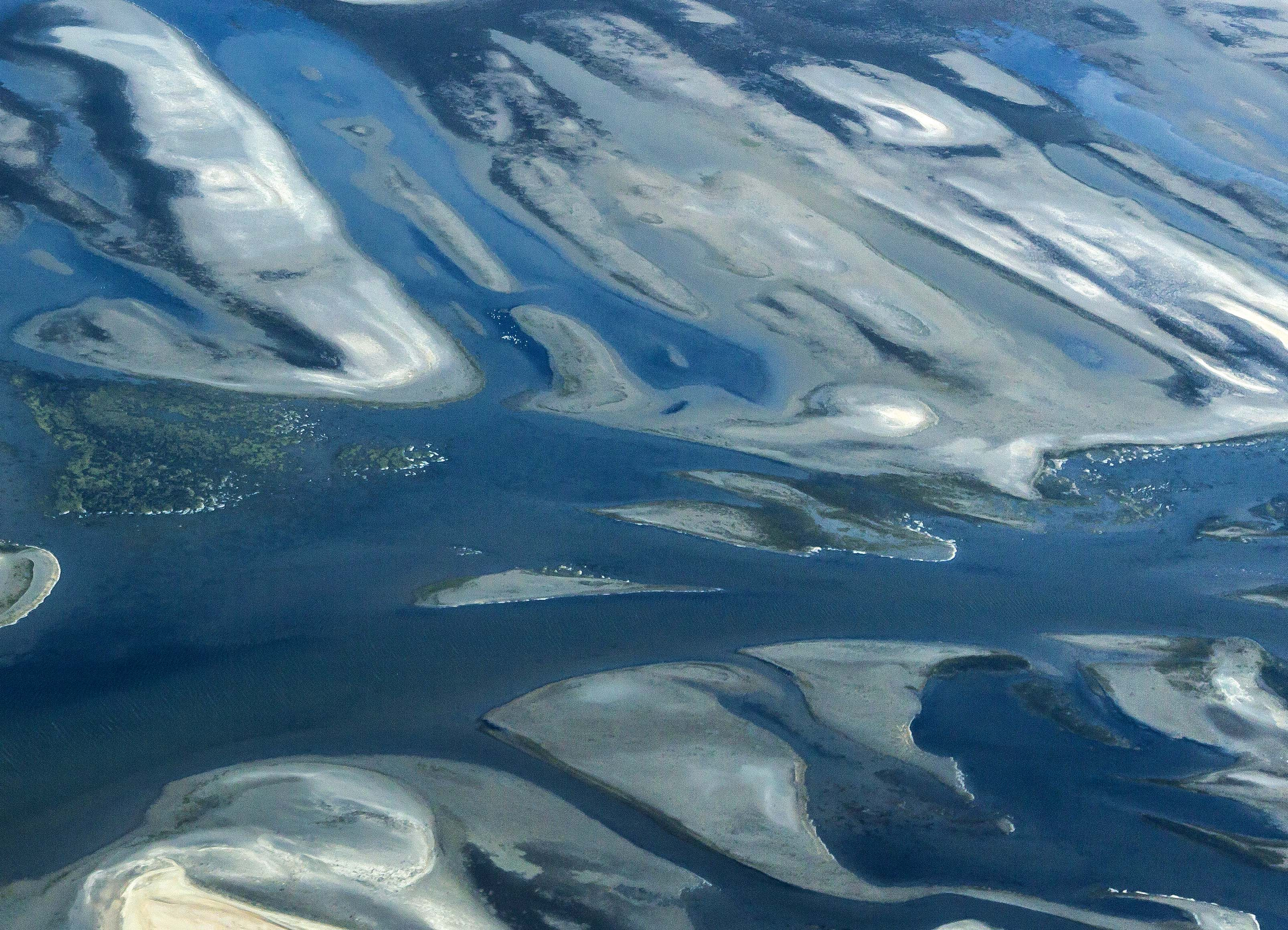
Sandwich Harbour

Sandwich Harbour (portugheză Porto d'Ilheo) este un oraș din Namibia.